# Bhumlutar
Bhumlutar (nep. भुम्लुटार) – gaun wikas samiti w środkowej części Nepalu w strefie Bagmati w dystrykcie Kavrepalanchok. Według nepalskiego spisu powszechnego z 2001 roku liczył on 467 gospodarstw domowych i 2228 mieszkańców (1161 kobiet i 1067 mężczyzn).